# Mestre Mug
Amadeu Amaral, mais conhecido como Mestre Mug (1950 – 18 de junho de 2021), foi um diretor de bateria do Carnaval carioca.
Mug foi regente da bateria da escola de samba Vila Isabel, durante 30 anos, Com 21 carnavais a frente da bateria , mestre mug nascido no bairro de Bonsucesso, veio morar aos 16 anos com a irma no bairro de Noel e como diz, " apaixonou-se pela Princesa "a Vila Isabel. No ano de 1974, foi convidado pelo Mestre Ernesto para ingressar como ritmista da bateria da Unidos de Vila Isabel. Quatro anos depois foi promovido ao cargo de Diretor de bateria, ficando no cargo ate o ano de 1987 . Sua grande chance surgiu am 1988 quando a Vila com o enredo: Kizomba festa da raça a escola foi campeã, e Mug ganhou seu primeiro estandarte de ouro . No total Amadeu dedicou mais de 35 anos de sua vida a escola de coração e foi fiel até sua morte.  Recebeu o título de benemérito da então agremiação que é um título vitalicio.
Foi aclamado como presidente de honra da bateria e em 2011, Em 2012 Mestre Mug continua na Unidos de Vila Isabel como Presidente de Honra da bateria ao lado de Mestre Paulinho e Mestre Walan que é seu sobrinho. Em 2013 seu sobrinho continua no posto como Mestre de bateria.
Nunca deixou de frequentar sua escola de samba Era um apaixonado verdadeiro lider na sua escola e comunidade e  autodidata musical. Nunca estudou música e tinha pouca escolaridade. Foi incentivador de vários ritmistas que se tornaram profissionais da música. Seu filho Cassiano músico percussionista, Mestre Macaco Branco, atual mestre da Vila Isabel e muitos outros.
Fazia parte das gravações dos CDs das escolas de samba do grupo especial.
Deu aula de percussão livre na UERJ durante os anos 2000.